# Antocyjanidyny

Kation flawyliowy

Antocyjanidyny – grupa organicznych związków chemicznych, bezcukrowych odpowiedników antocyjanów opierającymi się na jonie flawyliowym lub 2-fenylobenzopiranowym, które są jonami oksoniowymi.

## Właściwości
Tworzą dużą grupę barwników polimetynowych. Przeciwjonem kationu 2-fenylobenzopiranowego jest najczęściej anion chlorkowy. Dodatni ładunek w cząsteczce antocyjanidyn jest cechą odróżniającą je od innych flawonoidów. Antocyjanidyny różnią się od siebie liczbą i położeniem grup hydroksylowych. Liczba grup ma decydujący wpływ na barwę, którą nadaje dany związek. Ogólnie mówiąc obecność pelargonidyny jest odpowiedzialna za barwę różową, szkarłatną i pomarańczową, cyjanidyna za karmazynową, a delfinidyna za fiołkową i niebieską.

## Zależność od pH

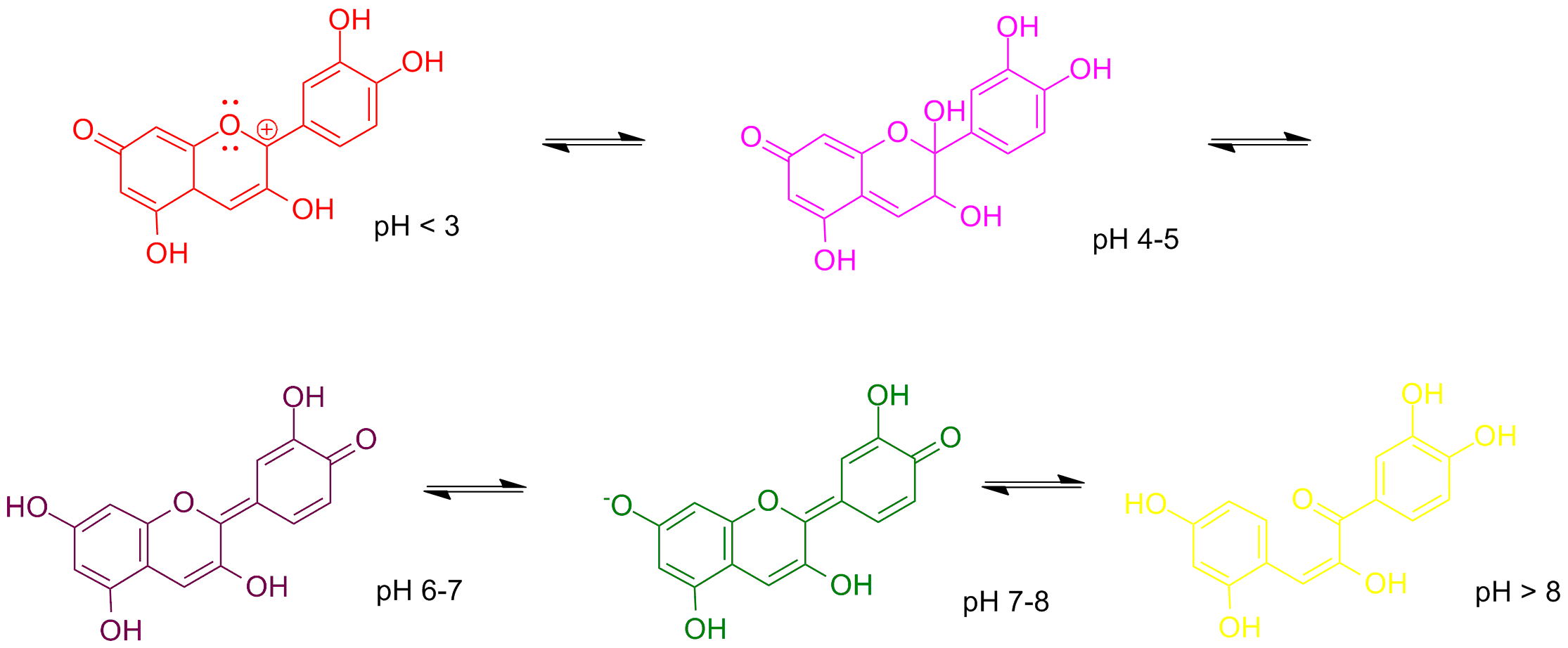

Stabilność antocyjanidyn jest zależna od pH. Przy niskich wartościach pH (odczyn kwasowy) w roztworze są obecne barwne antocyjanidyny, a natomiast przy wyższych wartościach pH (odczyn zasadowy) obecne są bezbarwne formy chalkonowe.

## Klasyfikacja
3-dezoksyantocyjanidyny są klasą antocyjanidyn, w których brakuje grupy hydroksylowej na trzecim atomie węgla.
| Antocyjanidyn      | Podstawowa struktura | R3' | R4'   | R5' | R³    | R5  | R6    | R7  |
| ------------------ | -------------------- | --- | ----- | --- | ----- | --- | ----- | --- |
| Aurantynidyna      |                      | -H  | -OH   | -H  | -OH   | -OH | -OH   | -OH |
| Cyjanidyna (Cy)    | -OH                  | -OH | -H    | -OH | -OH   | -H  | -OH   |     |
| Delfinidyna (Dp)   | -OH                  | -OH | -OH   | -OH | -OH   | -H  | -OH   |     |
| Europinidyna (Eu)  | -OCH3                | -OH | -OH   | -OH | -OCH3 | -H  | -OH   |     |
| Luteolinidyna (Lt) | -OH                  | -OH | -H    | -H  | -OH   | -H  | -OH   |     |
| Pelargonidyna (Pg) | -H                   | -OH | -H    | -OH | -OH   | -H  | -OH   |     |
| Malwidyna (Mv)     | -OCH3                | -OH | -OCH3 | -OH | -OH   | -H  | -OH   |     |
| Peonidyna (Pn)     | -OCH3                | -OH | -H    | -OH | -OH   | -H  | -OH   |     |
| Petunidyna (Pt)    | -OH                  | -OH | -OCH3 | -OH | -OH   | -H  | -OH   |     |
| Rozynidyna (Rs)    | -OCH3                | -OH | -H    | -OH | -OH   | -H  | -OCH3 |     |